# 理家坪乡
理家坪乡，是中华人民共和国湖南省永州市双牌县下辖的一个乡镇级行政单位。

## 行政区划
理家坪乡下辖以下地区：
群力村、塘于洞村、西盖洞村、新干桥村、坦田村、理家坪村、大坪地村、郭江口村、六江洞村、零田洞村、马蹄村和车龙村。

## 中国传统村落
2012年，坦田村被评为首批“中国传统村落”。